# Zentrum für Antisemitismusforschung
Das Zentrum für Antisemitismusforschung (ZfA) ist eine wissenschaftliche Forschungseinrichtung der Technischen Universität Berlin (TU Berlin). Es beschäftigt sich mit Vorurteilen und ihren Folgen wie Antisemitismus, Antiziganismus, Fremdenfeindlichkeit und Rassismus. Es wurde 1982 gegründet und bis 1990 von Herbert A. Strauss geleitet, danach von Wolfgang Benz. Seit 2011 leitet Stefanie Schüler-Springorum das ZfA.
Seit Juni 2020 ist das ZfA einer der elf Standorte des vom Bundesministerium für Bildung und Forschung geförderten Forschungsinstituts Gesellschaftlicher Zusammenhalt (FGZ) und bringt schwerpunktmäßig die Perspektiven von Antisemitismus- und Rassismusforschung sowie der europäisch-jüdischen Geschichte in die Arbeit des Forschungsverbunds ein.

## Geschichte und Aufgaben des Zentrums
Das Zentrum für Antisemitismusforschung wurde auf Initiative des damaligen TU-Präsidenten Rolf Berger und des Vorsitzenden der Berliner jüdischen Gemeinde, Heinz Galinski, gegründet.
Im Juni 1982 nahm Herbert A. Strauss von der City University of New York seine Tätigkeit als Gründungsleiter des Zentrums auf und hielt am 9. November 1982 seine Antrittsvorlesung zu „Antisemitismusforschung als Wissenschaft“. 1990 bis 2011 war Wolfgang Benz Leiter des ZfA. 1999 wurde Werner Bergmann auf die zweite Professur am ZfA berufen. Seit Juni 2011 ist Stefanie Schüler-Springorum Direktorin des ZfA.
Die Arbeit wird durch angrenzende Schwerpunkte, deutsch-jüdische Geschichte und Holocaustforschung, ergänzt. Das ZfA ist in der Lehre der Universität eingebunden. Es legt Wert auf Interdisziplinarität und Aufklärungsarbeit für die Öffentlichkeit. Das ZfA ist auch als Herausgeber tätig; beispielsweise für das Handbuch des Antisemitismus. Seit 1991 erscheint im Berliner Metropol Verlag die Reihe Dokumente, Texte, Materialien, in der bis 2013 88 Bände erschienen sind.
Im Frühjahr 1992 wurde der Verein der Freunde und Förderer des Zentrums für Antisemitismusforschung gegründet, um „Hilfe bei der Lösung finanzieller Engpässe“ zu geben; Schriftführerin des Vereins ist die Historikerin Juliane Wetzel, die Mitarbeiterin des Zentrums ist.
Im Wintersemester 2014/15 startete am ZfA der forschungsorientierte Studiengang Interdisziplinäre Antisemitismusforschung, welcher mit dem akademischen Grad Master of Arts abschließt.
Im Jahr 2017 wurde mit der thematischen, theoretischen und methodischen Neuausrichtung des ZfA begonnen. Zu diesem Zweck warb das ZfA eine Heisenberg-Professur bei der Deutschen Forschungsgemeinschaft ein, die mit dem Historiker Uffa Jensen besetzt wurde. Zusätzlich nahm mit Samuel Salzborn erstmals ein Politologe eine vom Land Berlin finanzierte zweijährige Gastprofessur auf, um sich mit aktuellen antisemitischen Tendenzen in der Politik, in Parteien und in Schulen zu befassen.
Die wissenschaftliche Arbeit des ZfA wurde vor allem auf das Gebiet der Visual History und der Emotionsforschung ausgeweitet. Diese Neuausrichtung basiert wesentlich auf der Sammlung visueller Antisemitika des belgischen Holocaustüberlebenden Arthur Langerman. Die Sammlung umfasst mehr als 8000 Abbildungen aus 15 Ländern vom 17. bis zum 21. Jahrhundert.
Im März 2019 wurde am ZfA die Stiftung Arthur Langerman Foundation gegründet und das „Arthur Langerman Archiv für die Erforschung des visuellen Antisemitismus“ (ALAVA) eingerichtet. Das Archiv soll die Sammlung für die internationale Forschung und Bildungsarbeit zugänglich machen, eigene Forschungsprojekte und Ausstellungen konzipieren sowie eine kontinuierliche Sammlungstätigkeit auf dem Gebiet des visuellen Antisemitismus entfalten.
Im Jahr 2021 begann am ZfA das ebenfalls vom Bundesministerium für Bildung und Forschung geförderte „Forschungsnetzwerk Antisemitismus im 21. Jahrhundert“ (FoNA21), dem Metavorhaben des Förderkomplexes „Aktuelle Dynamiken und Herausforderungen des Antisemitismus“. Zu diesem gehören zehn Verbundprojekte, die sich der Erforschung der Ursachen, Hintergründe und Reaktionen der gegenwärtigen Erscheinungsformen des Antisemitismus in Deutschland widmen und Handlungsoptionen und Schulungsangebote entwickeln wollen. Aufgabe von FoNA21 am ZfA ist die Stärkung des wissenschaftlichen Austauschs innerhalb der Verbünde und der Transfer von Forschungsergebnissen in Politik und Gesellschaft.
Ebenfalls am ZfA angesiedelt ist das Forschungsprojekt Decoding Antisemitism, das sich mit Förderung der Alfred Landecker Stiftung der KI-gestützten Analyse antisemitischer Hassrede auf News-Websites und in Sozialen Medien widmet.

## Bibliothek des Zentrums
Den Grundstock der Bibliothek bildete bei der Gründung des ZfA eine Sammlung von 3.500 Bänden, die von einem Wiener Antiquar erworben wurde. Antisemitische Schriften vom 17. bis zum 20. Jahrhundert waren ebenso enthalten wie Klassiker der Antisemitismusforschung. In diesem Bestand spiegelte sich das Spektrum des politischen, religiösen, kulturellen und rassistischen Antisemitismus vor allem in Deutschland, Österreich und Frankreich.
Ein weiterer Teil der Bibliothek (750 Bände) stammt aus dem 1947 aufgelösten „Kaiser-Wilhelm-Institut für Anthropologie, menschliche Erblehre und Eugenik“ in Berlin-Dahlem. Das Institut war 1926 als Einrichtung der Kaiser-Wilhelm-Gesellschaft (Herausgeberin der Zeitschrift Psychische Hygiene) gegründet und 1927 eröffnet worden. Durch diesen Bestand wurde das Sammelgebiet „Rassismus“ wesentlich ergänzt. Vertreten sind vor allem Völker- und Rassenkunde, Erbpathologie, Eugenik, Familien-, Sozial- und Rassenhygiene.
Aktuell besitzt die Bibliothek rund 40.000 Bände sowie zahlreiche andere Medien wie Plakate, Flugblätter und Bilderbögen. Rund 180 Zeitschriften werden laufend gehalten.

## Veranstaltungen zu islamischem Antisemitismus und Islamfeindschaft
Im Jahre 2002 gab die Europäische Stelle zur Beobachtung von Rassismus und Fremdenfeindlichkeit (EUMC) beim Zentrum eine Studie über den Antisemitismus in Europa in Auftrag. Anlass für diesen Auftrag war nach Angaben des Zentrums eine Welle von Antisemitismus, zu der es im Frühjahr 2002 in Europa gekommen sei, nachdem im Jahre 2000 die zweite Intifada im Nahen Osten begonnen hatte. Die fertige Studie wurde dann zunächst von der EUMC unter Verschluss gehalten und nur online durch das Zentrum selbst veröffentlicht.
Im Dezember 2005 veranstaltete das Zentrum eine internationale Tagung zum Thema „Antisemitismus und radikaler Islamismus“.
Die zweite Sommeruniversität gegen Antisemitismus im September 2007 war dem Thema „Antizionismus, Israelfeindschaft, islamistischer Judenhass“ gewidmet.
Eine Konferenz im Dezember 2008 stand unter dem Titel „Feindbild Muslim – Feindbild Jude“. Programm und Ansatz der Konferenz stießen auf Kritik bei Publizisten wie Henryk M. Broder, Clemens Heni, Matthias Küntzel und in mehreren Artikeln der Jerusalem Post. Unter anderem, so die Vorwürfe, trivialisiere die gleichrangige Behandlung von Islamfeindschaft den Holocaust und lasse das vordringliche Problem der Bekämpfung des Antisemitismus, insbesondere des islamistischen, in den Hintergrund treten. Die deutsche Sektion von Scholars for Peace in the Middle East, einem internationalen Netzwerk von über 20.000 Wissenschaftlern, kritisierte den ihrer Ansicht nach unsachlichen und diffamierenden Tonfall, mit dem das Zentrum für Antisemitismusforschung auf die Kritik an seiner Tagung Feindbild Muslim – Feindbild Jude reagiert habe. Diese Kritik würde u. a. auch von dem Nobelpreisträger Elie Wiesel, dem stellvertretenden Vorsitzenden des Zentralrats der Juden in Deutschland, Dieter Graumann, und dem Holocaustforscher Daniel Jonah Goldhagen geteilt. Hingegen wurden das Zentrum und sein Leiter Benz durch den Historiker Yehuda Bauer in Schutz genommen und die Thematisierung von Islamophobie auf der Konferenz als eine Bezugnahme auf die mangelnde Integration junger europäischer Muslime verteidigt. Im Februar 2009 veröffentlichte das ZfA unter der Leitung von Wolfgang Benz die 151 Seiten umfassende Publikation „Islamfeindschaft und ihr Kontext: Dokumentation der Konferenz Feindbild Muslim – Feindbild Jude (Positionen – Perspektiven – Diagnosen)“.

## Kritik
Eine 2015 von der Landeskommission Berlin gegen Gewalt herausgegebene Studie zweier ZfA-Mitarbeiter, „Antisemitismus als Problem und Symbol“, die ein Lagebild zum Antisemitismus in Berlin zeichnen sollte, wurde von verschiedenen Seiten scharf kritisiert. Das American Jewish Committee (AJC) Berlin warf stellvertretend für die beiden Autoren dem ZfA in einer 15-seitigen Stellungnahme „Verharmlosung des Judenhasses“ vor. Statt Antisemitismus umfassend zu untersuchen, würden vor allem „überzogene Antisemitismusvorwürfe“ kritisiert. Laut AJC-Direktorin Deidre Berger wird der Begriff Antisemitismus auf die „Ablehnung von Juden als Juden“ reduziert und damit so eng gefasst, dass israelbezogene Formen von Antisemitismus aus der Definition von Antisemitismus rausfielen. Wenn etwa Ahmadinedschad „nur“ den jüdischen Staat, nicht aber die „Juden als Juden“ auslöschen wolle, würde das nicht als Antisemitismus gelten. Die Amadeu Antonio Stiftung kritisierte die Studie in einem ausführlichen Positionspapier, diese interpretiere die eigenen empirischen Befunde einseitig und verharmlose Antisemitismus. Die antisemitischen Motive in den untersuchten Fällen würden systematisch heruntergespielt, stattdessen werde die Bekämpfung des Antisemitismus einer drastischen Kritik unterzogen. Neben dem AJC forderte auch die Deutsch-Israelische Gesellschaft die Rücknahme der Studie. Die für die Veröffentlichung verantwortliche Senatsverwaltung für Inneres und Sport wies diese Forderung zurück und forderte zur Fortsetzung der inhaltlichen Diskussion auf.
2018 warf ein Autor der tageszeitung dem Zentrum für Antisemitismusforschung vor, bei einem Workshop des Projekts „Counter-Islamophobia Kit“, das sich mit Argumenten und Methoden für die bildungspolitische Auseinandersetzung mit Islamfeindschaft befasst, angeblich mit der Islamic Human Rights Commission (IHRC) kooperiert zu haben. Die IHRC ist maßgeblich an der Planung des jährlichen Al-Quds-Tags in London beteiligt – bei der ursprünglich vom iranischen Regime initiierten Demonstration gegen Israel wird zur „Befreiung von Jerusalem“ aufgerufen. Nach Kritik des Grünen-Politikers Volker Beck und kritischer Berichterstattung wurde der Workshop durch die federführende University of Leeds abgesagt. Die angebliche Kooperation stellte sich allerdings als bloße IHRC-Mitgliedschaft einer Teilnehmerin des Workshops heraus, die durch das ZfA sofort nach Bekanntwerden der Verbindung von IHRC und Al-Quds-Tag wieder ausgeladen wurde. Auch die ebenfalls in der Berichterstattung aufgestellte Behauptung, ein ZfA-Gastwissenschaftler und Mitarbeiter des „Counter-Islamophia Kit“-Projekts sei research officer der IHRC, stellte sich als falsch heraus.
2024 war es erneut das AJC Berlin, in Person seines Direktors Remko Leemhuis, das in einem Zeitungsartikel Kritik am Zentrum für Antisemitismusforschung übte. Darin unterstellte er dem ZfA, seit dem Terrorangriff der Hamas auf Israel 2023 „nichts, aber auch gar nichts Relevantes zur öffentlichen Diskussion beigetragen zu haben“. Islamischer Judenhass werde „in der wissenschaftlichen Arbeit am ZfA seit Jahrzehnten konsequent ignoriert oder relativiert“. Daher habe es am ZfA nach dem 7. Oktober 2023 „auch nur zu einer dünnen, wenig aussagekräftigen Solidaritätserklärung gereicht, die nicht einmal den eliminatorischen Judenhass als Grund für diesen Massenmord genannt“ habe. Die Polemik fand wenig Widerhall, da die Behauptungen im Wesentlichen nicht den Fakten entsprechen. So hatten sich Leitung sowie Mitarbeiter des ZfA seit dem 7. Oktober 2023 in einer Vielzahl von Interviews und Statements geäußert. Auch ist die unterstellte Ignoranz in Forschung und Lehre gegenüber dem Thema Antisemitismus unter Muslimen nicht nachweisbar.

## Mitarbeiterinnen und Mitarbeiter
Mitarbeiter des Zentrums für Antisemitismusforschung sind:
- Maria Alexopoulou[31]
- Sina Arnold[32]
- Laura Ascone[33]
- Felix Axster[34]
- Udo Bartholdy
- Susanne Beer[35]
- Mathias Berek[36]
- Alexis Chapelan
- Anna Danilina[37]
- Markus End[38]
- Stefanie Fischer[39]
- Marcus Funck[40]
- Manfred Gailus[41][42]
- Michael Grüttner[43][44]
- Wiebke Hölzer[45]
- Uffa Jensen
- Elisabeth Janik-Freis[46]
- Tilo Katzmareck
- Angelika Königseder[47]
- Jan Krasni
- Carl-Eric Linsler[48]
- Hannah Lotte Lund[49]
- Tobias Neuburger
- Philippe Pierret
- Karolina Plasczynta
- Ulrich Prehn
- Irmela Roschmann-Steltenkamp
- Markus Scheiber
- Monika Schärtl
- Angela Siebert
- Adina Stern

Ehemalige Mitarbeiterinnen und Mitarbeiter
- Carina Baganz[50]
- Alice Brauner
- Wolfgang Benz (bis 2011)
- Werner Bergmann (bis 2016)[51]
- Albrecht Dümling
- Klaus Fischer, 1985 bis 1992
- Wolf Gruner
- Rainer Erb (bis 2016)
- Ingo Haar
- Johannes Heil
- Günther Jikeli
- Norbert Kampe
- Michael Kohlstruck[52]
- Annette Leo, 2001 bis 2005
- Winfried Meyer[53]
- Hans-Joachim Neubauer
- Thomas Pegelow Kaplan[54]
- Julijana Ranc[55]
- Julika Rosenstock
- Miriam Rürup
- Wolfgang Scheffler
- Britta Schellenberg
- Kurt Schilde, 1997 und 1999 wissenschaftlicher Mitarbeiter
- Wolfgang Schmidt
- Gebhard Schultz[56]
- Yasemin Shooman, 2009 bis 2013
- Helmut Tausendteufel[57]
- Peter Ullrich (2014–2015)
- Marija Vulesica[58]
- Juliane Wetzel[59]
- Marieke Wiese[60]
- Ulrich Wyrwa[61]
- Xenia Zunik[62]